# (33478) Deniselivon
(33478) Deniselivon es un asteroide perteneciente al cinturón de asteroides, región del sistema solar que se encuentra entre las órbitas de Marte y Júpiter.
Fue descubierto el 2 de abril de 1999 por Cristóvão Jacques Lage de Faria desde el Observatorio Wykrota en Minas Gerais, Brasil.

## Designación y nombre
Designado provisionalmente como 1999 GB fue nombrado así por Denise Selivon (n. 1965), bióloga brasileña y profesora de la Universidad de São Paulo, se especializa en biología evolutiva animal y ha hecho un modelo de la familia Tephritidae de moscas de la fruta.

## Características orbitales
(33478) Deniselivon está situado a una distancia media del Sol de 2,295 ua, pudiendo alejarse hasta 2,520 ua y acercarse hasta 2,070 ua. Su excentricidad es 0,098 y la inclinación orbital 3,740 grados. Emplea 1270,02 días en completar una órbita alrededor del Sol.

## Características físicas
La magnitud absoluta de (33478) Deniselivon es 15,50. Tiene 2,133 km de diámetro y su albedo se estima en 0,269.